# Sint-Lambertuskerk (Mons-lez-Liège)

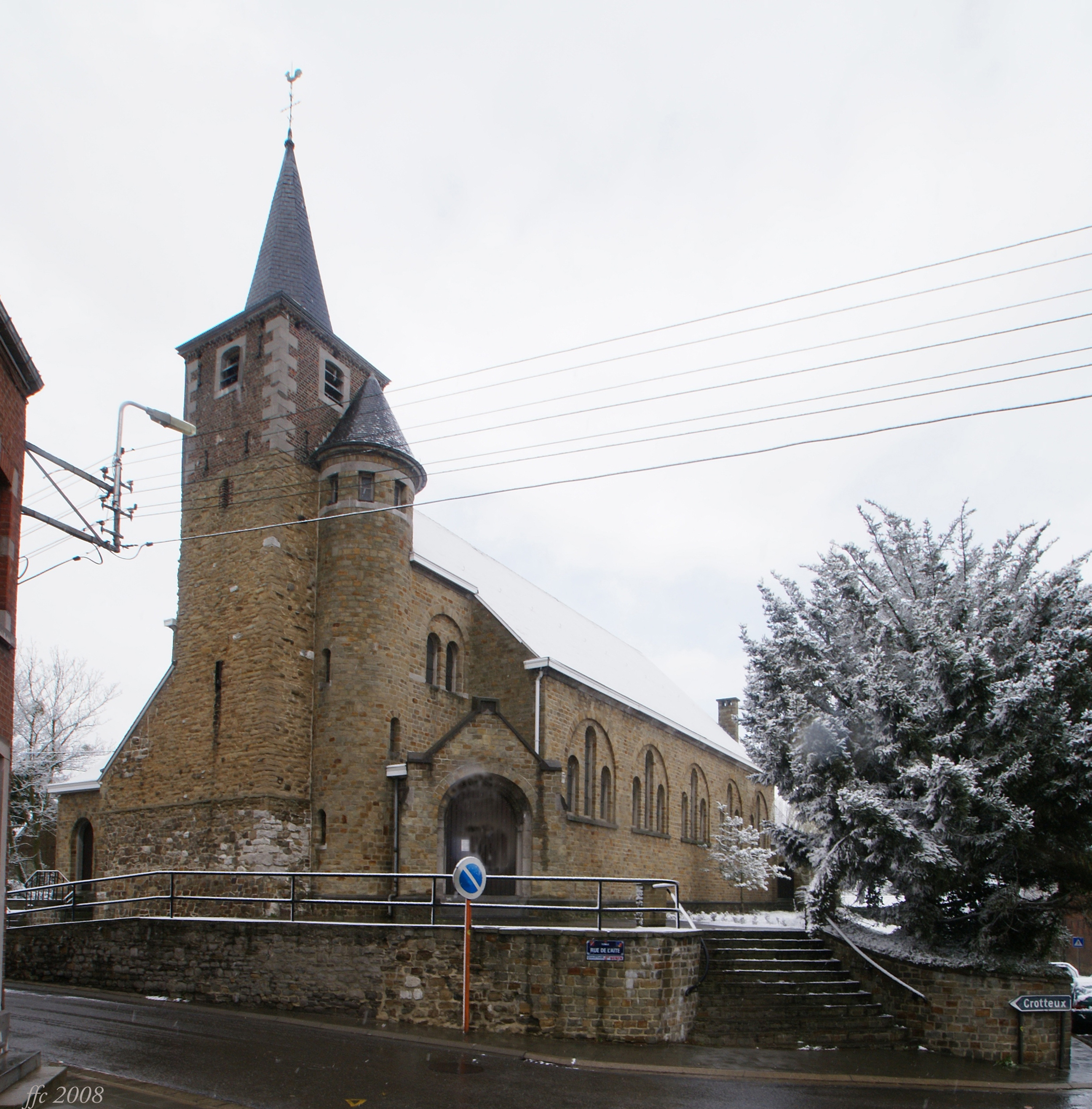
Sint-Lambertuskerk

De Sint-Lambertuskerk (Frans: Église Saint-Lambert) is een parochiekerk, gelegen aan Rue de l'Aite 1 te Mons-lez-Liège, een dorp behorende tot de gemeente Flémalle.

## Gebouw
Oorspronkelijk stond hier een preromaans kerkgebouw. Van 1746-1747 werd het schip herbouwd en in 1948 vond opnieuw herbouw plaats naar ontwerp van Dufays, in neoromaanse stijl.
De vierkante westtoren is 12e-eeuws en gebouwd in zandsteenblokken. In de 18e eeuw, waarschijnlijk tijdens de herbouw van het schip, werd een geleding toegevoegd in baksteen en kalksteen. De zuidelijke halfronde traptoren werd eveneens later aangebouwd.

## Interieur
De kerk bezit twee 18e-eeuwse schilderijen: De marteldood van Sint-Lambertus en de Heilige Familie. Ook zijn er enkele grafzerken uit de 16e en 17e eeuw.